# Emile van Ermengem

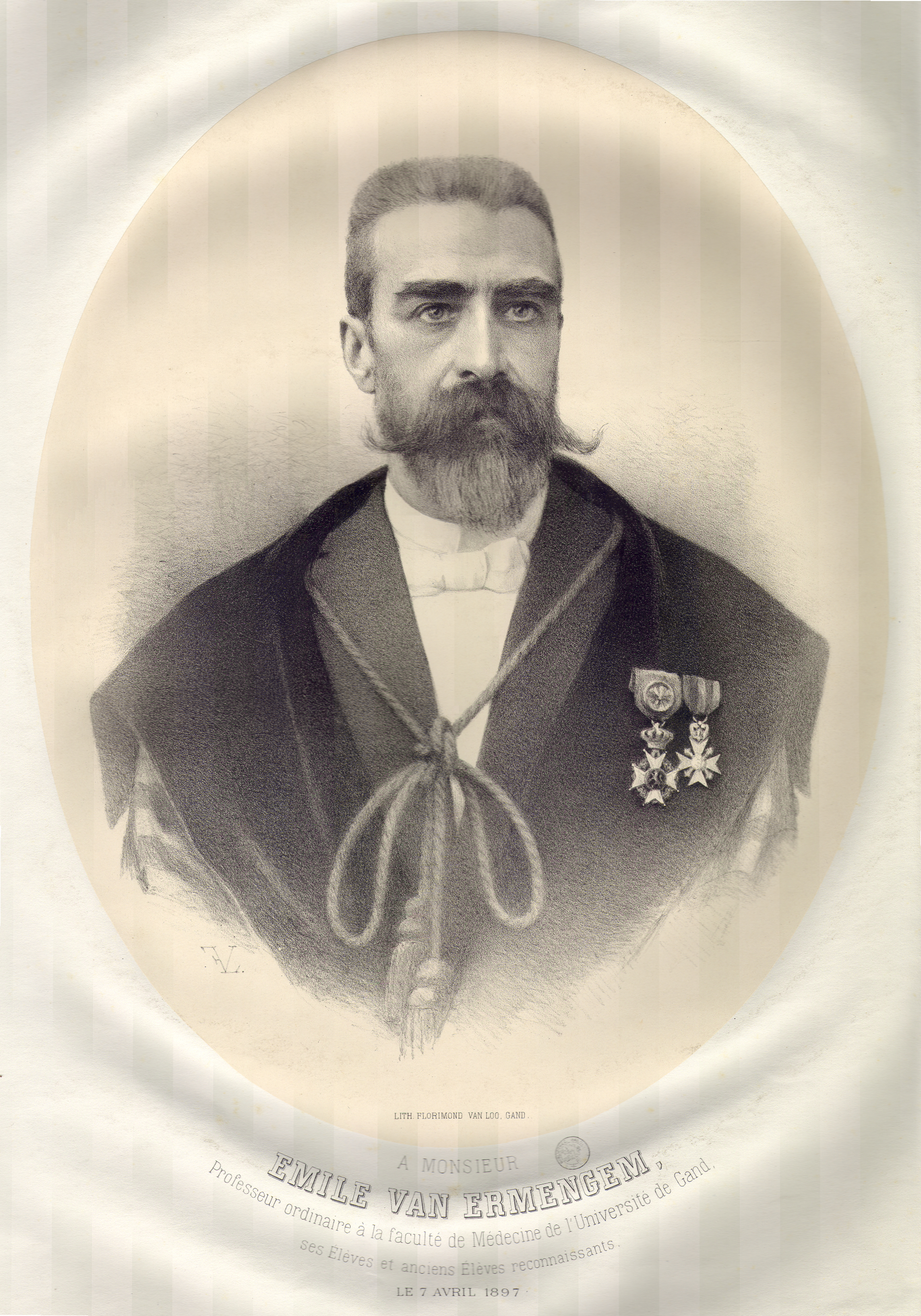
Emile van Ermengem

Emile Pierre Marie van Ermengem (* 15. August 1851 in Löwen; † 29. September 1932 in Ixelles/Elsene) war ein belgischer Mediziner aus Gent.
Im Jahr 1896 gelang ihm erstmals die Isolation des Bakteriums Clostridium botulinum aus Bestandteilen eines verdorbenen Schinkens, nachdem mehrere Personen infolge des Verzehrs dieses Schinkens schwer erkrankt, einige sogar gestorben waren. Eine solche „Fleischvergiftung“ oder „Wurstvergiftung“ war bereits als Botulismus bekannt (abgeleitet vom lateinischen Begriff botulus für „Wurst“). Van Ermengem wählte für den Mikroorganismus zunächst den Namen Bacillus botulinus. Der Giftstoff wurde später Botulinumtoxin genannt.